# Vale de Elqui

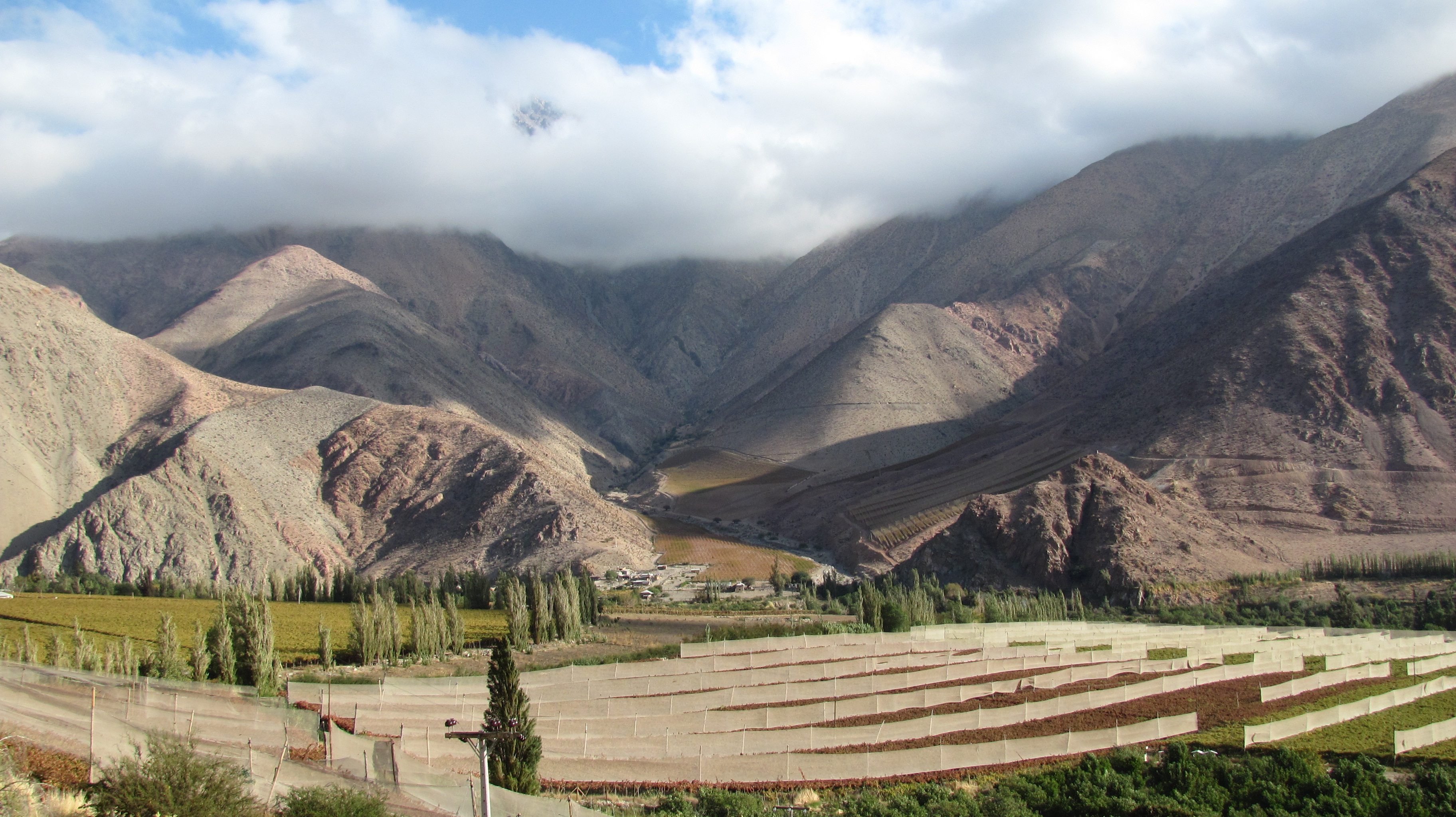
Vista de uma zona do Vale de Elqui.

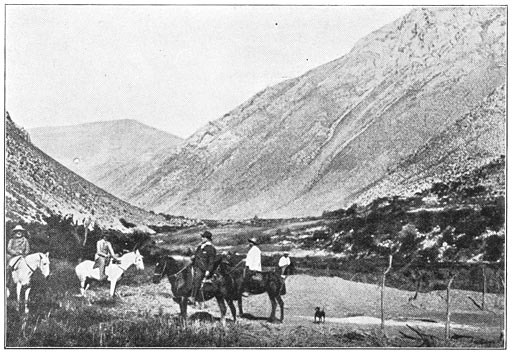
Vale de Elqui em 1906.

O Vale de Elqui, anteriormente chamado também de "Vale de Coquimbo" é um divisor de águas, localizado na Região de Coquimbo no Chile. O principal rio da bacia é o Elqui, que surge a partir da confluência dos rios Claro e Turbio, ambos provenientes da cordilheira dos Andes, e deságua no Oceano Pacífico, a poucos quilômetros ao norte da cidade de La Serena.
Seus céus são uma dos mais claras no hemisfério sul, por isso organizações internacionais estabeleceram observatórios astronômicos nos cumes dos morros Pachón (o Southern Astrophysical Research Telescope, o Observatório Gemini e futuramente o Large Synoptic Survey Telescope) e Tololo (o Observatório de Cerro Tololo).
É um dos lugares mais visitados no Norte do Chile, e é considerado um polo energético e associado aos fenômenos OVNI por comunidades realizam atividades esotéricas nele.
No vale está localizada Vicuña, sua principal cidade e lugar onde nasceu a poeta chileno Gabriela Mistral, vencedor do Prêmio Nobel de Literatura em 1945 e do Prêmio Nacional de Literatura em 1951.